# Protohippus
Protohippus is een geslacht van uitgestorven paarden uit het Mioceen van Noord-Amerika.

## Fossiele vondsten
Fossielen van Protohippus zijn gevonden in de Verenigde Staten en Costa Rica.
In de Curré-formatie uit het Hemphillian in Costa Rica is P. gidleyi een van de drie paardensoorten waarvan fossielen, te weten kiezen, onderkaken en delen van de benen, zijn gevonden. De andere twee soorten zijn Dinohippus mexicanus en Calippus hondurensis.

## Kenmerken
Protohippus was een drietenig paard met het formaat van een wilde ezel met een gewicht van ongeveer tweehonderdvier kilogram.